# 丹尼尔 (犹他州)
丹尼尔（英文：Daniel），是美国犹他州沃萨奇县下属的一座城市。建市于 1874年，面积大约为3.27平方英里（8.5平方公里），海拔约为5,715英尺（1,742米）。根据2010年美国人口普查，该市有人口938人。